# Ивко, Валентин Сергеевич
Валентин Сергеевич Ивко (род. 10 мая 1944) — советский и белорусский тренер по греко-римской борьбе, заслуженный тренер БССР.

## Биография
Родился в 1944 году.
Мастер спорта СССР. Окончил Белорусский государственный Ордена Трудового Красного Знамени институт физической культуры.
Первый главный тренер национальной сборной Республики Беларусь по греко-римской борьбе (1992—1994). Под его руководством, в 1993 году, национальная команда дебютировала в январе на чемпионате Европы в Стамбуле завоевав одну золотую и две бронзовые медали. В сентябре того же года национальная команда дебютировала на чемпионате мира в Стокгольме завоевав серебряную медаль.
Заведующий кафедрой борьбы и тяжелой атлетики Академии физического воспитания и спорта Республики Беларусь (1991—1995). Доцент Белорусского государственного университета физической культуры.

## Награды и звания
- Заслуженный тренер БССР (1984)
- судья всесоюзной категории (1987)
- Почетная грамота Верховного Совета Республики Беларусь (1994)
- Медаль «За трудовые заслуги» (2020)[2]